# Historia de la Corte Suprema de Chile
La Historia de la Corte Suprema de Justicia de Chile se inicia con la instalación de este tribunal el 29 de diciembre de 1823, dispuesta por la Constitución de 1823, y se extiende hasta nuestros días, comprendiendos diversos periodos.

## Antecedentes
Posterior a la disolución de la Real Audiencia de Santiago de Chile, existió brevemente un Tribunal de Apelaciones.
El primer antecedente sobre la creación de un tribunal supremo en Chile se puede encontrar en el Reglamento para la Administración de Justicia de 1811, que dispuso el establecimiento del "Tribunal Supremo Judiciario". La Constitución Política de 1818 incluyó una figura similar, denominándolo "Supremo Tribunal Judiciario" (Título V, artículo 1º), mientras la Constitución Política de 1822 lo contempló como "Tribunal Supremo de Justicia" (artículo 160).

## Origen y evolución
El nacimiento de la Corte Suprema se sitúa en 1823, con la Constitución Política de 1823, que creó la "Suprema Corte de Justicia" (artículo 143) con 5 ministros (incluido su presidente) más el procurador nacional. Cambia su denominación a "Corte Suprema" en la Constitución Política de 1828 (artículo 93).
Si bien diversos textos constitucionales (1823, 1828 y 1833) fijaban sus funciones y atribuciones (solo las bases fundamentales en el caso de aquella de 1833), la organización detallada del Poder Judicial correspondía a un ley. Solo en 1875 con la promulgación de la Ley de Organización y Atribuciones de los Tribunales se perfecciona la estructura el Poder Judicial nacional, haciendo permanente la regulación que provenía en buena parte de la Constitución de 1823 y el Reglamento de Administración de Justicia de 1824. La ley antes dicha está actualmente refundida en el Código Orgánico de Tribunales de 1943 (Ley N.º 7.421).
En 1932 el presidente de la Corte, Abraham Oyanedel Urrutia ejerció por 82 días la Vicepresidencia de la República, después de la caída de la República Socialista y la renuncia del general Guillermo Blanche. Convocó a elecciones y le entregó al poder al electo presidente Arturo Alessandri Palma.